# Martin Jaklič
Martin Jaklič, slovenski politik, * ?.
Med 6. julijem in 31. decembrom 2000 je bil državni sekretar Republike Slovenije na Ministrstvu za kmetijstvo, gozdarstvo in prehrano Republike Slovenije.